# Cardè
Cardè (du latin Cardeum, en piémontais Cardè) est une commune italienne de la province de Coni, dans le Piémont, en Italie.

## Géographie
- Le village se trouve à 12 kilomètres à nord de Saluces et à 43 kilomètres de Coni.
- Cardé est conventionnellement considérée la première ville de la Plaine du Pô.
- Le territoire fait partie de la réserve naturelle Parco del Po Cuneese.

## Toponymie
L'étymologie du nom de Cardè vient de nombreux chardons qui caractérisaient le village dans le passé.

## Histoire
- Le site était au Marquisat de Saluces dès 1175 à 1549, puis il passait sous domination française jusqu'au 1601, date du traité de Lyon.
- En 1706, un combat avait lieu près du Pô : c'était la Bataille de Cardé. Pendant cet engagement Victor-Amédée II de Savoie évitait sa capture.

## Économie
- Secteur primaire 45 %
- Secteur secondaire 32 %
- Secteur tertiaire 23 %

## Monuments
- Le château du XIIIe siècle qui protégeait le Marquisat de Saluces.

## Personnalités liées à la commune
Camillo Peano (Saluzzo, 5 juin 1863 — Rome, 13 mai 1930), politicien.

## Administration
| Période                                  | Période | Identité          | Étiquette         | Qualité |
| ---------------------------------------- | ------- | ----------------- | ----------------- | ------- |
| 2004                                     | 2009    | Sebastiano Miglio | Insieme per Cardé |         |
| 2009                                     | 2014    | Carlo Manzo       | Nuova Cardè       |         |
| 2014                                     | 2019    | Giuseppe Reitano  | Uniti per Cardé   |         |
| Les données manquantes sont à compléter. |         |                   |                   |         |

### Hameaux
- Boschi
- Milleni
- Ormea
- Tetti

### Communes limitrophes
Barge, Moretta, Revello, Saluzzo, Villafranca Piemonte (TO)